# Tipula (Pterelachisus) taikun
Tipula (Pterelachisus) taikun is een tweevleugelige uit de familie langpootmuggen (Tipulidae). De soort komt voor in het Palearctisch gebied.